# Brațul Sulina
Brațul Sulina  (numit și Canalul Sulina) este cel mai scurt și mai drept braț al Deltei Dunării, format prin ramificarea brațului Tulcea, la est de orașul Tulcea, în două brațe: brațul Sulina (la nord) și brațul Sfântu Gheorghe (la sud). Se varsă în Marea Neagră în dreptul orașului Sulina. Are o lungime aproximativă de 71 km. Este regularizat și canalizat, permițând navigația vaselor maritime cu un pescaj de până la 7 m. Lucrările de amenajare pentru navigație au fost începute în secolul XIX (după 1856) de Comisia Europeană a Dunării și continuate în secolul XX. Necesită lucrări permanente de dragare, care se execută și în prezent, pentru a fi menținut navigabil pentru navele maritime. 

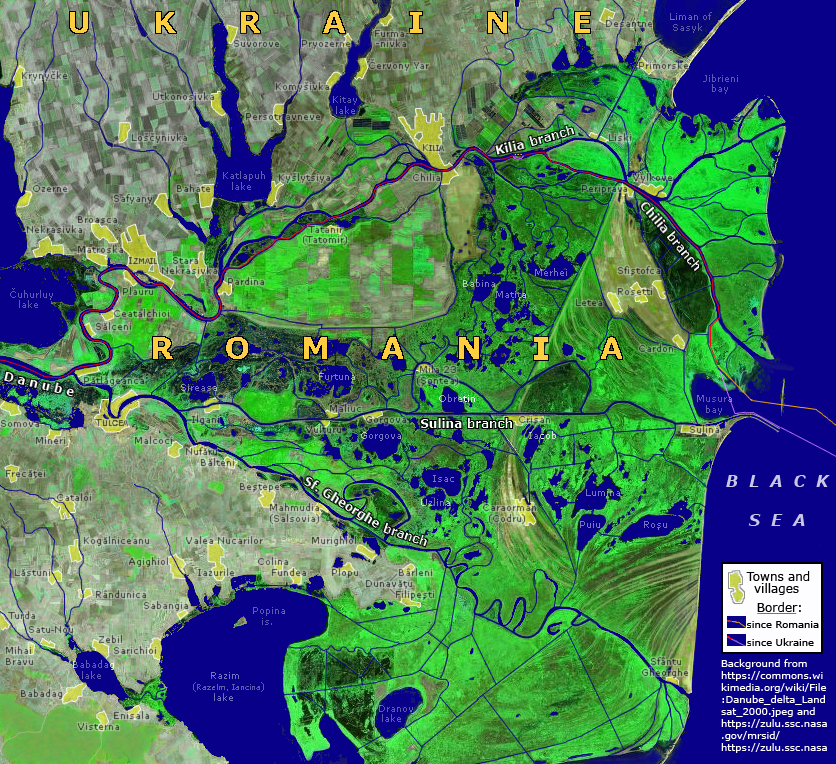
Brațul Sulina este cel de mijloc dintre cele trei brațe ale Dunării.

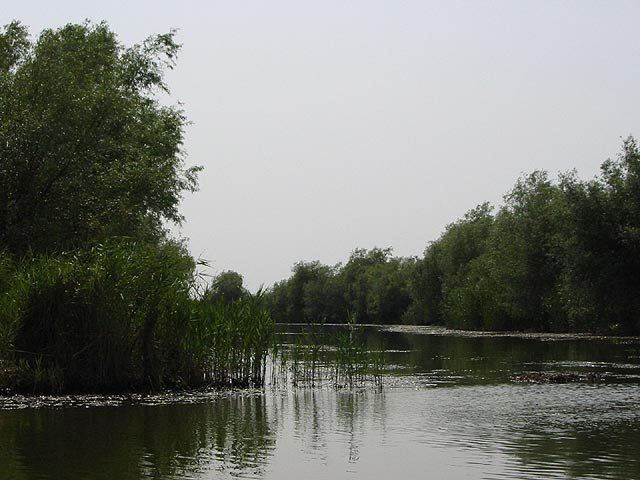
Brațul Sulina.

Modificările brațelor Dunării din Antichitate până în zilele noastre.

În anul 1991, canalul Sulina a fost blocat temporar pentru navigație prin eșuarea navei ucrainene Rostock. Lucrările de eliberare a șenalului navigabil s-au încheiat în anul 2005. În prezent navigația pe canalul Sulina se desfășoară normal.